# Maura Tombelli
Maura Tombelli (8 de noviembre de 1952 (72 años), Montelupo Fiorentino) es una astrónoma aficionada italiana, que comenzó su formación en astronomía como observadora de estrellas variables. Es una descubridora prolífica de casi 200 planetoides, incluyendo el asteroide (7794) Sanvito. 
Es miembro de la Asociación Estadounidense de Observadores de Estrella Variable.
Es conocida como la única astrometrista mujer italiana. Junto con los astrónomos italianos Ulisse Munari y Giuseppe Forti, inició un estudio de cinco años sobre los planetoides en el Observatorio Astrofísico Asiago en 1994. También compartió muchos de sus descubrimientos, especialmente el seguimiento de objetos próximos a la Tierra, y contribuyó al descubrimiento de 15817 Lucianotesi, el primer objeto próximo a la Tierra encontrado desde Italia. Actualmente está involucrada en un proyecto para construir un nuevo observatorio (Observatorio de Montelupo) cerca de la ciudad de Montelupo, donde ella vive.
El asteroide 9904 Mauratombelli, descubierto por los astrónomos italianos Andrea Boattini y Luciano Tesi en 1997, se nombró en su honor.